# Nibelungenturm

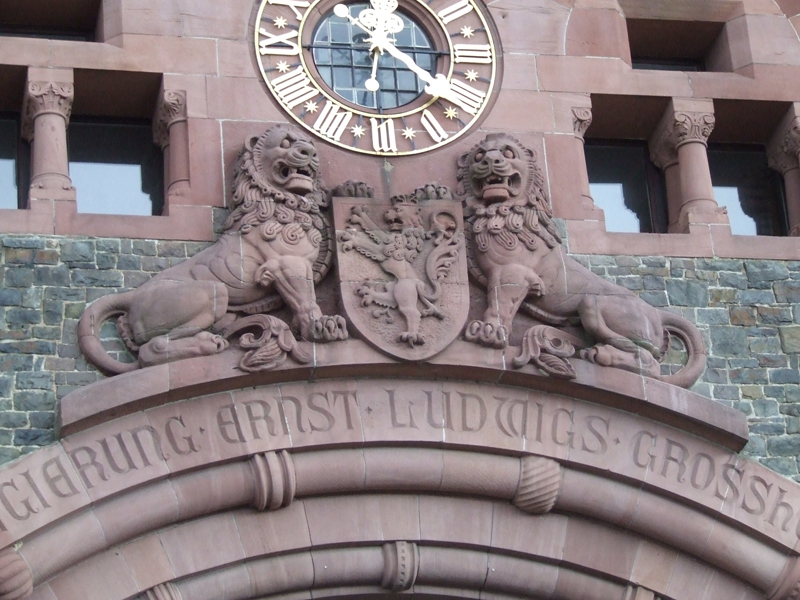
Hessisches Wappen und Teil der Bauinschrift

Als Nibelungenturm wird der einzig verbliebene Brückenturm der Nibelungenbrücke in Worms bezeichnet. Er ist eines der wenigen erhaltenen Beispiele für einen Brückenturm.

## Geografische Lage
Der Turm liegt am westlichen – und damit stadtseitigen – Ende der Nibelungenbrücke und bildet bei der Einfahrt nach Worms über die B 47 das „Stadttor“.

## Gebäude
Der Turm ist 53 m hoch und hat einen rechteckigen Grundriss. Zwei runde Treppentürme sind im Norden und Süden der Westseite vorgestellt. Im Innern hat der Turm über der Fahrbahn sieben Ebenen, drei weitere unterhalb der Fahrbahn.
Auf der Westseite des Torbogens befindet sich die Bauinschrift: Erbaut 1897–1900 unter der Regierung Ernst-Ludwigs Großherzog von Hessen und bei Rhein, oberhalb davon das kleine Wappen des Großherzogtums Hessen als Sandsteinrelief. Darüber wiederum befindet sich das vergoldete Zifferblatt der Turmuhr. Das ursprüngliche mechanische Uhrwerk wurde gegen ein Funkwerk getauscht. Unterhalb des mit Schiefer gedeckten Turmhelms sind ebenfalls in rotem Sandstein die Wappen der Hauptstädte der drei Provinzen des Großherzogtums Hessen angebracht: Mainz für Rheinhessen, Darmstadt für Starkenburg und Gießen für Oberhessen.
Auf der Ostseite ziert den Schlussstein des Torbogens eine mit einer Weinkrone bekrönte Fratze. Das Wappen von Worms befindet sich oberhalb der auch auf dieser Seite angebrachten Turmuhr. An der Dekoration des Turmes hat der Darmstädter Bildhauer Augusto Varnesi mitgearbeitet.

## Geschichte

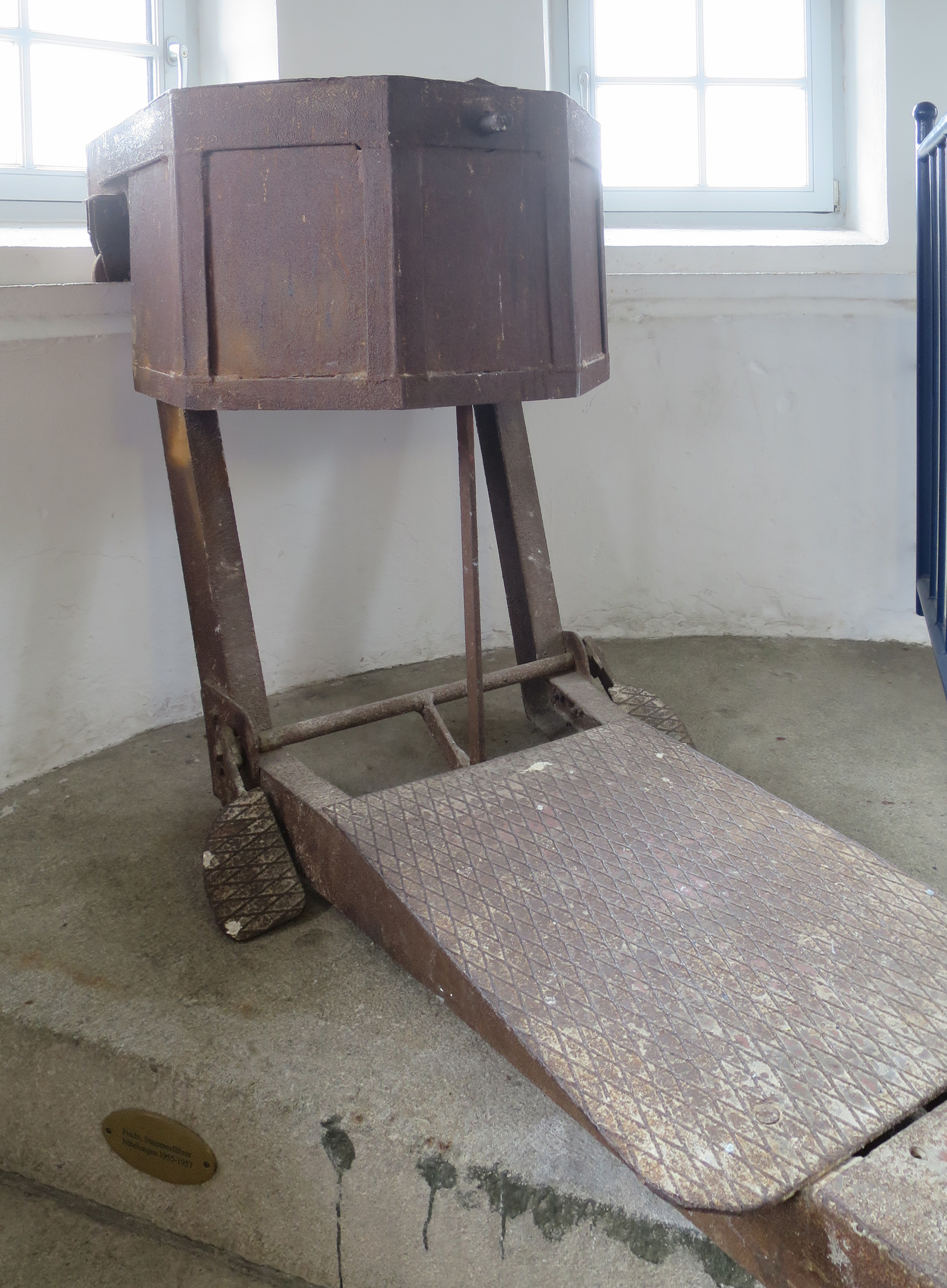
Reste des Munitionskrans für eines der Flakgeschütze

Die Brücke entstand nach einem Planungswettbewerb, den das Großherzogliche Ministerium der Finanzen am 17. Juni 1895 ausschrieb. Den Wettbewerb gewann eine Arbeitsgemeinschaft, die aus drei Parteien bestand: Grün & Bilfinger (Mannheim) und MAN (Gustavsburg) für die Ingenieurleistungen sowie Karl Hofmann, damals Stadtbaumeister von Worms, für die architektonische Gestaltung. Als gestalterisches Vorbild für die Brückentürme – es gab einen zweiten, sehr ähnlichen, aber kleineren am östlichen Ende der Brücke – wählte er die im Pfälzischen Erbfolgekrieg durch Truppen König Ludwig XIV. zerstörte Mainzer Pforte, Stadttor im äußeren Mauerring der Stadtbefestigung Worms in Richtung Mainz und das größte aller Stadttore, die Worms je hatte. Das Aussehen des Tores ist durch Zeichnungen von Peter Hamman überliefert. Der Brückenturm von Karl Hofmann ist allerdings etwa doppelt so groß wie sein historisches Vorbild.
Baubeginn war im Frühjahr 1897, die Einweihung der Brücke fand am 26. März 1900 statt. Benannt war die Brücke zunächst nach Ernst Ludwig, dem damals regierenden Großherzog von Hessen.
Für die Nutzung der Ernst-Ludwig-Brücke wurde bis Ende der 1920er Jahre ein Brückenzoll erhoben. Dafür waren in den Brückentürmen Kassenräume eingerichtet. Während der Rheinlandbesetzung nach dem Ersten Weltkrieg wurden hier, solange die Grenze zwischen dem besetzten und nicht besetzten Gebiet im Rhein verlief, auch Grenz- und Zollkontrollen durchgeführt.
1939 wurden die Turmhauben über den Treppenhäusern abgenommen und durch Betonplattformen ersetzt. Hier stand im Zweiten Weltkrieg jeweils ein Flakgeschütz. Am 20. März 1945 wurde die Brücke von der zurückweichenden Wehrmacht gesprengt. Beide Brückentürme trugen Schäden davon.
Im Herbst 1950 begannen die Vorarbeiten für den Neubau der Brücke. Dabei wurde der östliche (rechtsrheinische und nun als einziger weiterhin hessische) Torturm oberhalb der Fahrbahn abgetragen, der drei Stockwerke hohe Sockel unterhalb der Fahrbahn blieb erhalten, der westliche (linksrheinisch und in Rheinland-Pfalz gelegene) aber repariert. Die Brücke hieß nun „Nibelungenbrücke“, wovon sich die Bezeichnung „Nibelungenturm“ ableitete. Sie wurde am 30. April 1953 dem Verkehr übergeben. Die 1939 abgenommenen Turmhelme der Treppentürme wurden erst 1989 wieder aufgesetzt.

## Nutzung

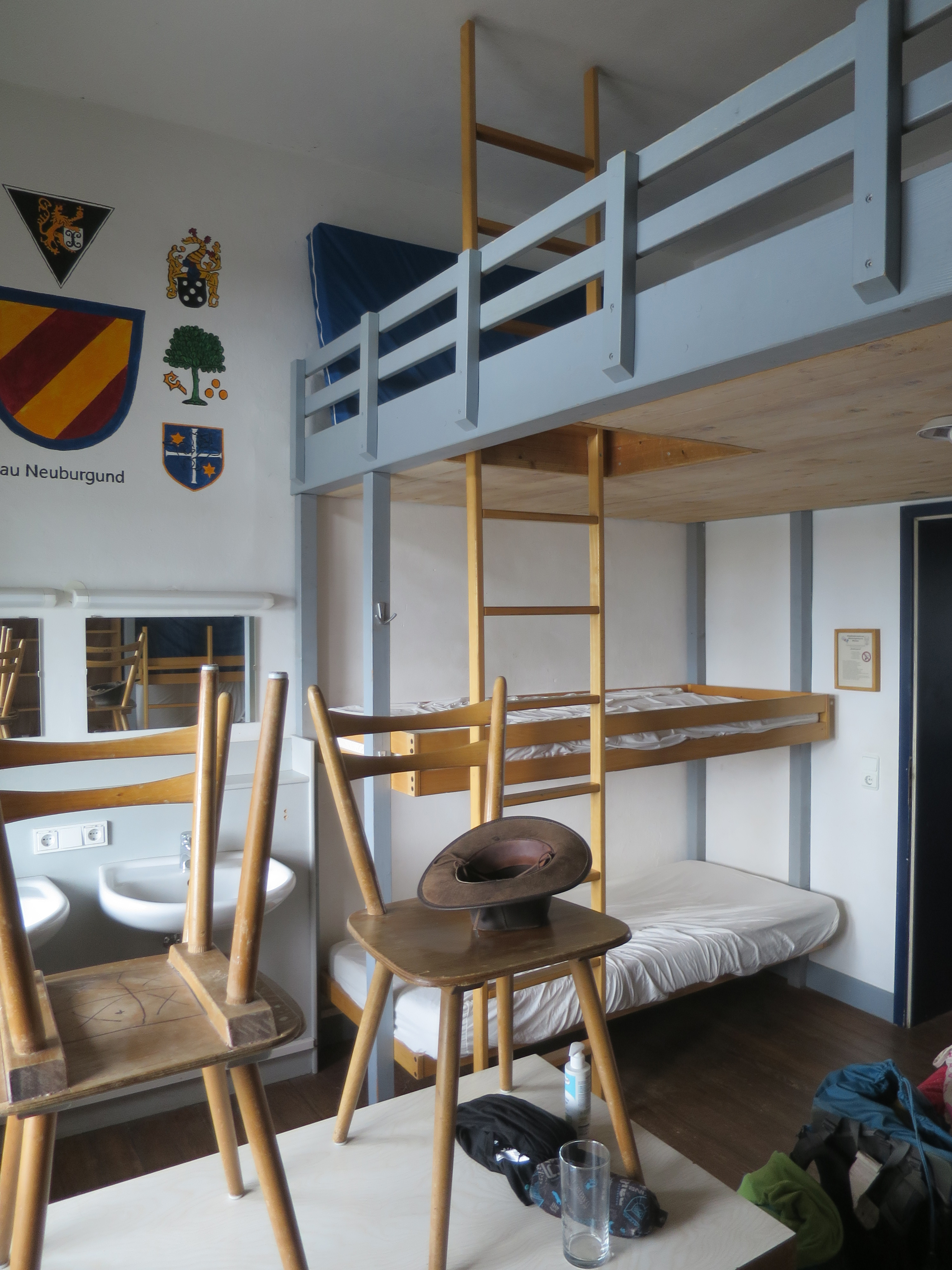
Schlafsaal der VCP-Herberge

Ursprünglich wurden die Räume im Turm als Diensträume und Wohnungen genutzt.
Seit 1977 ist der Turm an den Verband Christlicher Pfadfinder*innen (VCP) verpachtet, der hier eine Begegnungs- und Freizeitstätte mit Herberge betreibt, die 47 Betten umfasst. Von den insgesamt sieben Etagen, die sich oberhalb der Fahrbahn befinden, werden heute fünf durch den VCP genutzt. Die drei Etagen unterhalb der Fahrbahn, im Turmfuß, nutzt die Rheingütestation Worms. Zu ihr gehört außerdem ein Neubau, der zwischen 1993 und 1995 direkt an den Turmfuß angefügt wurde.
Der Turm ist Kulturdenkmal aufgrund des rheinland-pfälzischen Denkmalschutzgesetzes.